# برایان اهرن
برایان اهرن (انگلیسی: Brian Aherne؛ ۲ مهٔ ۱۹۰۲ – ۱۰ فوریهٔ ۱۹۸۶) یک هنرپیشه اهل بریتانیا بود.
از فیلم‌های او می‌توان به گردن‌بند اشاره نمود.